# Invasion (film, 2007)
Pour le roman original de Jack Finney dont le film est adapté, voir L'Invasion des profanateurs.
« L'Invasion (film, 2007) » redirige ici. Pour les autres significations, voir L'Invasion, L'Invasion (film, 2024) et Invasion.
Pour plus de détails, voir Fiche technique et Distribution.
Invasion ou L'Invasion au Québec (The Invasion) est un film de science-fiction américain réalisé par Oliver Hirschbiegel et sorti en 2007.
Il s'agit de la quatrième adaptation du roman L'Invasion des profanateurs de Jack Finney paru en 1955.

## Synopsis
À la suite du crash d'une navette spatiale sur le sol américain, une matière inconnue débarque sur Terre. La paranoïa va bientôt s'installer dans la population ; les personnes qui sont entrées en contact avec cette matière se transforment durant leur sommeil. Au réveil, leur apparence est inchangée mais ce ne sont plus vraiment les mêmes, leurs traits de caractère et leurs émotions ont disparu. La Docteure Carol Bennell, élevant seule son fils Oliver, voit le monde rapidement changer autour d'elle et tente, avec l'aide de Ben, de découvrir les raisons de cette épidémie. Ensemble, ils essaient d'échapper à cette armée d'infectés qui tente de les convertir et de récupérer Oliver, apparemment immunisé, mais envoyé en week-end chez son père, l'un des premiers à s'être transformé.

## Fiche technique
- Titre original : The Invasion
- Titre français : Invasion
- Titre québécois : L'Invasion
- Réalisation : Oliver Hirschbiegel, avec la participation non créditée de James McTeigue
- Scénario : David Kajganich (en), avec la participation non créditée de Lana et Lilly Wachowski, d'après le roman L'Invasion des profanateurs de Jack Finney
- Décors : Jack Fisk
- Costumes : Jacqueline West
- Montage : Hans Funck et Joel Negron
- Musique : John Ottman
- Production : Joel Silver
- Sociétés de production : Vertigo Entertainment et Village Roadshow Pictures, Silver Pictures
- Société de distribution : Warner Bros. (États-Unis, France)
- Pays d'origine :  États-Unis
- Langue originale : anglais
- Budget : environ 80 millions de dollars[1]
- Format : couleur - 35 mm - 1,85:1 - son Dolby SR + Dolby SR-DTS et SDDS
- Genre : science-fiction, horreur
- Durée : 98 minutes
- Dates de sortie :
  - États-Unis : 17 août 2007
  - France : 17 octobre 2007
  - Belgique : 24 octobre 2007

## Distribution
- Nicole Kidman (V. F. : Danièle Douet ; V. Q. : Anne Bédard) : Carol Bennell
- Daniel Craig (V. F. : Éric Herson-Macarel ; V. Q. : Daniel Picard) : Ben Driscoll
- Jeremy Northam (V. F. : Patrice Baudrier ; V. Q. : Pierre Auger) : Tucker Kaufman
- Jeffrey Wright (V. F. : Jean-Louis Faure ; V. Q. : Manuel Tadros) : Dr Stephen Galeano
- Veronica Cartwright (V. F. : Patricia Jeanneau ; V. Q. : Johanne Garneau) : Wendy Lenk
- Josef Sommer (V. Q. : Claude Préfontaine) : Dr Henryk Belicec
- Celia Weston (V. Q. : Louise Rémy) : Ludmilla Belicec
- Roger Rees (V. F. : Miglen Mirtchev ; V. Q. : Vincent Davy) : Yorish
- Jackson Bond (V. F. : Léo Caruso ; V. Q. : Léo Caron) : Oliver
- Susan Floyd : Pam
- Malin Åkerman : Autumn
- Joanna Merlin : Joan Kaufman
- Adam LeFevre : Richard Lenk

## Production

### Genèse et développement
En mars 2004, Warner Bros. engage le scénariste David Kajganich pour écrire un remake de L'Invasion des profanateurs de sépultures (1956). En juillet 2005, l'Allemand Oliver Hirschbiegel est choisi comme réalisateur. Le mois suivant, Nicole Kidman est choisie pour le rôle féminin principal du film. Le titre du film est alors révélé : Invasion. Il est par ailleurs précisé que le script de David Kajganich s'est peu à peu éloigné du film de 1956,.
En août 2005, Daniel Craig est annoncé. Le titre est ensuite changé en The Visiting, pour éviter la confusion avec la série télévisée Invasion.
Veronica Cartwright, qui incarne ici Wendy Lenk, avait déjà tenu un tout autre rôle dans la version de 1978, L'Invasion des profanateurs.

### Tournage et changement de réalisateur
Le tournage a lieu entre septembre et novembre 2005 dans le Maryland (Baltimore, Towson, Ruxton), Washington, DC (Union Station, Cleveland Park).
Le premier montage du film est achevé en 2006. Cependant, cette version supervisée par Oliver Hirschbiegel ne satisfait guère le studio, qui décide d'engager Lana et Lilly Wachowski pour réécrire le scénario et James McTeigue pour diriger les nouvelles scènes (reshoots). Ce nouveau tournage a lieu en janvier 2007, pendant 17 jours, à Los Angeles. Ces reshoots consistent principalement à ajouter des scènes d'action et un retournement final,. Nicole Kidman est alors touchée sur un accident de la route et emmenée à l'hôpital. Touchée aux côtes, l'actrice reprendra son travail peu après.

## Musique
Sauf indication contraire, les informations mentionnées dans cette section peuvent être confirmées par le générique de fin de l'œuvre audiovisuelle présentée ici, ainsi que par la base de données cinématographiques IMDb,  présente dans la section « Liens externes ».
- Them Boyz in the Hood par Drop Tha Bomb.
- Boogie par Drop Tha Bomb.
- Quatuor à cordes n°26 en fa majeur de Joseph Haydn.
- The Girl From Ipanema par Stan Getz, João Gilberto et Astrud Gilberto.
- Sun Still Shines par Caroldene.
- So Through par Naté.

### Bande originale
Composée par John Ottman :
- Life Goes On / Dance of the Cells, durée : 3 min 46 s.
- Escape with Ollie / Basement, durée : 3 min 30 s.
- All Aboard, durée : 2 min 15 s.
- Mid-Transformation, durée : 3 min 49 s.
- Subway / Blending In, durée : 4 min 4 s.
- Census Taker / Search on a Whim, durée : 2 min 32 s.
- Carol and Ben Plot, durée : 3 min 36 s.
- Warning Wendy / Taster’s Choice, durée : 1 min 45 s.
- Hit and Sit / Dropping off Ollie, durée : 2 min 4 s.
- Under the Microscope / Call for Help, durée : 1 min 50 s.
- Trick or Treat / Bad Boy, durée : 1 min 51 s.
- Family Bliss / It’s a Pickle, durée : 2 min 33 s.
- Carol’s Wild Ride, durée : 3 min 24 s.
- I Need You / I Already Slept, durée : 2 min 40 s.
- Falling Asleep / We Touched It, durée : 3 min 49 s.
- Wake Up! / A Better World?, durée : 3 min 31 s.
- Final Escape, durée : 1 min 57 s.

## Accueil

### Accueil critique
Sur l'agrégateur américain Rotten Tomatoes, le film récolte 19 % d'opinions favorables pour 163 critiques. Sur Metacritic, il obtient une note moyenne de 45⁄100 pour 31 critiques.
En France, le site Allociné propose une note moyenne de 2,1⁄5 à partir de l'interprétation de critiques provenant de 14 titres de presse.

### Box-office
Le film est un échec au box-office avec seulement 40 millions de dollars récoltés, soit la moitié du budget estimé du film.
| Pays ou région    | Box-office      | Date d'arrêt du box-office | Nombre de semaines |
| ----------------- | --------------- | -------------------------- | ------------------ |
| États-Unis Canada | 15 074 191 $    | 11 octobre 2007            | 8                  |
| France            | 150 651 entrées |                            | -                  |
| Total mondial     | 40 170 558 $    | -                          | -                  |